# Операція «Unified Protector»
Операція «Unified Protector» (укр. Об'єднаний захисник) — спільна операція НАТО та міжнародної коаліції в Лівії. Перша операція НАТО проти однієї з найбільших арабських країн на Африканському континенті, і перша не за ініціативи Сполучених Штатів Америки.
З лютого 2011 року в Бенгазі, що на сході Лівії, почалися мирні акції протесту проти правління тодішнього лідера Лівії Муамара Каддафі. Демонстрації згодом поширилися по всій країні, а число жертв з кожним днем почало зростати. У відповідь на це Рада Безпеки ООН прийняла 26 лютого 2011 року резолюцію 1970, в якій висловила серйозну занепокоєність з приводу ситуації, що склалася в країні і наклала ембарго на постачання зброї в Лівії.
Після прийняття резолюції 1970 і з посиленою міжнародною увагою з приводу цієї кризи, НАТО активізувала свою діяльність у Середземному морі. Система дальнього виявлення радіолокації і попередження АВАКС надавала НАТО докладну інформацію про рухи в лівійському повітряному просторі. Після того, як ситуація в Лівії набагато погіршилася, 17 березня 2011 року Рада Безпеки ООН прийняла резолюцію 1973, в якій засудила порушення прав людини, включаючи довільні затримання, насильницькі зникнення, тортури і страти. Вона також затвердила активні заходи, у тому числі безпольотну зону, а також уповноважила держави-члени, діючи у відповідних випадках за посередництвом регіональних організацій, використовувати всі необхідні заходи для захисту цивільних осіб і населених районів.
З прийняттям резолюції Ради Безпеки ООН кілька членів ООН прийняли негайні військові дії для захисту цивільних осіб у рамках операції «Світанок Одіссея». Цю операцію, яка не була під командуванням і контролем НАТО, було проведено багатонаціональною коаліцією на чолі зі Сполученими Штатами Америки.
31 березня 2011 року Альянс також долучився до операції в Лівії і прийняв єдине управління міжнародних військових зусиль. Операцію назвали — «Об'єднаний захисник» (англ. Unified Protector).

## Конфлікт у Лівії
Під впливом революцій в Тунісі та Єгипті (2010—2011) проти 42-річного правління лідера Лівійської Арабської Джамахірії Муамара Каддафі розпочалося повстання. Протести переросли з мирних акцій у силове протистояння після інциденту, що трапився у місті Бенґазі 16 лютого. Натовп, розлючений арештом одного з правозахисників, зібрався біля будівлі місцевої адміністрації, вимагаючи його звільнення. Під час демонстрації, в якій узяли участь близько 600 осіб, лунали заклики до відставки уряду. Протестувальники кидали у бік правоохоронців пляшки з запальною сумішшю. Під час зіткнень постраждало 38 осіб. За однією з версій, демонстранти були родичами ув'язнених в тюрмі Абу-Салім, які загинули в результаті придушення бунту 29 червня 1996 року, а заарештований правозахисник представляв їхні інтереси. Як наслідок, влада звільнила з тюрми Абу-Салім 110 членів «Ісламської групи лівійської боротьби».
На наступний день відбулися масові акції по всій країні, а основні протистояння зосередились в містах Бенґазі, Аль-Байда, Зентані, Ріджбані та Дарні. Після жорсткого придушення з боку поліції загинули від 17 до 59 демонстрантів. «День гніву» в Лівії приурочено до п'ятої річниці акції протесту 2006 року, в яких було вбито двох осіб.
Антиурядові хвилювання в Бенгазі переросли в збройний заколот. Глава МВС Лівії генерал армії Абдуль Фаттах Юніс порвав з Каддафі і закликав армію переходити на бік протестуючих. Як наслідок цього, збройні сили Лівії фактично розділилися на частини, що перейшли на бік повстанців, і ті, які залишилися у підпорядкуванні уряду, що перебуває в Триполі. Авіацією було завдано удар по бунтівній військовій базі в Бенгазі.
20 лютого міжнародне співтовариство підірвала «інформаційна бомба» (за оцінкою російської газети «Комсомольська правда»), згідно з якою лівійська влада розстріляла демонстрацію протесту з кулеметів. За повідомленням телеканалу Аль-Джазіра з посиланням на лівійських правозахисників загинули близько 200 чоловік, близько 800 отримали поранення.
В кінці лютого Киренаїка, Бенгазі і Тобрук перейшли під частковий контроль бунтівників. Лівійська влада залишила спроби повернення контролю над регіонами. 26 лютого бунтівники проголосили в Бенгазі тимчасовий уряд Лівії на чолі з колишнім міністром юстиції країни Мустафою Мухаммедом Абдель-Джалілем.

## Міжнародне втручання
21 лютого 2011 року посол від Лівії Ібрагім Даббаші звернувся до ООН з проханням встановити заборону на польоти на території Лівії, щоб відрізати Триполі (головне місто сил Каддафі) від постачань зброї і найманців, а також убезпечити цивільне населення від повітряних ударів. Пізніше 28 лютого 2011 року прем'єр-міністр Великої Британії Девід Кемерон заявив про створення безпольотної зони над Лівією для запобігання перекидання найманців Каддафі та використання літаків і вертольотів проти цивільного населення.
7 березня 2011 року представник від США в НАТО Іво Даалдер заявив, що НАТО буде стежити за бойовими діями в Лівії цілодобово за допомогою літаків Boeing E-3 Sentry. У той же день анонімне джерело заявило, що Велика Британія і Франція вже склали резолюцію про створення безпольотної зони, яка буде розглядатися у ООН в той же тиждень. Рада співробітництва арабських держав Перської затоки також закликала Раду Безпеки ООН вжити всіх заходів для захисту цивільного населення Лівії.
9 березня року 2011 біля узбережжя Лівії вже перебували ВМС США, в які входив авіаносець USS Enterprise. Канада відправила фрегат HMCS Charlottetown (FFH 339) для посилення військового впливу Заходу в регіоні. Міністр оброни Канади Пітер Маккей заявив, що для Канади, як і для НАТО, це вимушені заходи і що Канада готова зробити свій внесок у створення безпольотної зони, якщо ООН і НАТО приймуть рішення про її запровадження.
12 березня 2011 року Ліга арабських держав також закликала ООН до створення безпольотної зони для захисту цивільного населення.
15 березня 2011 року ліванським послом Найоті Саламом була представлена резолюція про створення безпольотної зони, яка була відразу ж підтримана Великою Британією та Францією.
17 березня 2011 року Рада Безпеки ООН згідно з сьомою частиною Статуту ООН прийняла Резолюцію Ради Безпеки ООН 1973, за яку проголосувало 10 з 15 членів. Голосів «проти» не було. Резолюція дає право знищувати будь-які війська, що становлять загрозу для повсталих, тільки за допомогою ударів з повітря.
Віце-адмірал США заявив що американська частина операції буде мати назву «Світанок Одіссея» і буде спрямована на запобігання лівійської влади використовувати збройні сили проти лівійського народу. Деякі інші країни-учасниці конфлікту назвали операцію по-своєму. Так, з 19 березня почалася французька операція зі створення безпольотної зони «Харматан», а трохи пізніше канадська операція «Мобайл».
22 березня 2011 року ООН звернулася із закликом до НАТО, аби остання долучилася до сил міжнародної коаліції з метою запобігти постачання озброєнь і пов'язаних з ними матеріалів у Лівії, і погодившись почати операцію з дотримання ембарго на постачання зброї в країні. На наступний день кораблі НАТО, що діяли у Середземному морі, почали відрізати потік зброї і найманців у Лівію морським шляхом.

## Командування
Північноатлантична рада НАТО ухвалила рішення про прийняття командування міжнародною військовою операцією ООН в Лівії від США та уповноважила Стратегічне командування ОЗС НАТО в Європі на військові дії в Лівії. Командувачами операції призначено Верховного головнокомандувача об'єднаних збройних сил в Європі Джеймса Ставрідіса (ВМС США), заступника верховного головнокомандувача ОЗС НАТО в Європі канадського генерала Шарля Бушара (ВПС Канади), командувача союзними військово-морськими силами італійського віце-адмірала Рінальдо Вері, а командувача союзними військово-повітряними — генерал-лейтенанта Ральфа Джодіса (ВПС США).

## Розгорнуті сили

### Союзні військово-морські сили
- Військово-морські сили Бельгії
  - мінний тральщик «Narcis»
  - мінний тральщик «Lobelia»
- Військово-морські сили Болгарії
  - фрегат типу «Вілінген» «Drazki»[14]
- Збройні сили Канади
  - Королівський військово-морський флот Канади
    - фрегат типу «Халіфакс» «Vancouver»
    - фрегат типу «Халіфакс» «Charlottetown»
    - 1 × палубний вертоліт «Sikorsky CH-124 Sea King»
- Військово-морські сили Франції[15]
  - фрегат «Tonnerre»
    - 14 × багатоцільовий вертоліт «Sud-Aviation Gazelle»
    - 4 × ударний вертоліт «Eurocopter Tiger»
    - 2 × транспортний вертоліт «Sud-Aviation SA.330 Puma»

  - 2 × розвідувальний літак
  - авіаносець «Шарль де Голль»
    - 10 × багатоцільовий винищувач «Dassault Rafale»
    - 6 × палубний штурмовик «Dassault-Breguet Super Étendard»
    - 2 × палубний літак «Grumman E-2 Hawkeye»
    - 2 × багатоцільовий літак «Aérospatiale AS.365 Dauphin»
    - 2 × багатоцільовий літак «Sud-Aviation Alouette III»
    - 2 × багатоцільовий вертоліт «Eurocopter EC725 Cougar»

  - фрегат «Jean Bart»
  - протичовновий фрегат «Dupleix»
  - фрегат «Aconit»
  - фрегат «Chevalier Paul»
  - фрегат «Georges Leygues»
  - фрегат «Courbet»
  - танкер «Durance»
  - підводний човен «Amethyste»
- Військово-морські сили Греції
  - фрегат типу «Elli» «Limnos»[16]
- Військово-морські сили Італії
  - авіаносець «Джузеппе Гарібальді»[17]
    - 8 × штурмовик «McDonnell Douglas AV-8B Harrier II»
    - 4 × багатоцільовий вертоліт «AgustaWestland AW101»
    - абордажний корабель «San Marco»

  - ескадрений міноносець «Andrea Doria»
  - фрегат «Libeccio»
  - допоміжне судно «Etna»
  - патрульний катер
- Королівські військово-морські сили Нідерландів
  - мінний тральщик «Haarlem»[18]
  - мінний тральщик «Vlaardingen»
- Військово-морські сили Румунії
  - фрегат «Regele Ferdinand»[19]
- Збройні сили Іспанії
  - Військово-морські сили Іспанії
    - фрегат «Méndez Núñez»[20]
    - підводний човен «Tramontana»
- Військово-морські сили Туреччини[21]
  - фрегат «Giresun»
  - фрегат «Gemlik»
  - фрегат «Yıldırım»
  - підводний човен «Yıldıray»
  - допоміжне судно «Akar»
- Королівський військово-морський флот Великої Британії
  - мінний тральщик «Bangor»[22]
  - універсальний десантний корабель «Ocean»[23]
  - мінний тральщик «Brocklesby»[24]
  - десантно-вертолітний корабель-док «Albion»[25]
  - есмінець «Liverpool»
  - фрегат «Sutherland»
  - фрегат «Iron Duke»
  - фрегат «Fort Rosalie»
  - танкер «Wave Knight»
  - атомний підводний човен «Triumph»[26]
  - підводний човен «Turbulent»
- Військово-морські сили США
  - командний корабель USS Mount Whitney
  - командний корабель USS Kearsarge (LHD-3)[27]
  - командний корабель USS Bataan (LHD-5)[27]
  - транспортний корабель USS Mesa Verde (LPD-19)[27]
  - командний корабель USS Whidbey Island (LSD-41)[27]
  - десантний корабель USS Ponce (LPD-15)
  - десантний корабель USS Carter Hall (LSD 50)
  - есмінець USS Barry (DDG-52)
  - есмінець USS Stout (DDG-55)
  - есмінець USS Mahan (DDG-72)
  - фрегат USS Halyburton (FFG 40)[28]
  - транспортний корабель USNS Kanawha (T-AO-196)
  - балкер USNS Lewis and Clark (T-AKE-1)
  - балкер USNS Robert E. Peary (T-AKE-5)
  - підводний човен USS Providence (SSN-719)
  - підводний човен USS Scranton (SSN-756)
  - підводний човен USS Florida (SSGN-728)[29]

### Союзні військово-повітряні сили
- Військово-повітряні сили Бельгії
  - 6 × винищувач F-16AM
- Королівські військово-повітряні сили Канади
  - 6 × багатоцільовий винищувач McDonnell Douglas CF-18 Hornet
  - 2 × транспортний літак Boeing C-17 Globemaster III
  - 2 × транспортний літак Lockheed Martin C-130J Super Hercules
  - 2 × транспортний літак Airbus CC-150 Polaris
  - 2 × патрульний літак Lockheed CP-140 Aurora
  - 2-а об'єднана оперативна група
- Королівські військово-повітряні сили Данії[30]
  - 6 × винищувач F-16AM
  - 1 × транспортний літак Lockheed Martin C-130J Super Hercules
- Військово-повітряні сили Франції
  - 8 × багатоцільовий винищувач Dassault Rafale
  - 8 × багатоцільовий винищувач Dassault Mirage 2000
  - 6 × багатоцільовий винищувач Dassault Mirage 2000N/2000D
  - 2 × багатоцільовий винищувач Dassault Mirage F1
  - 6 × транспортний літак Boeing KC-135 Stratotanker
  - 1 × літак дальнього радіолокаційного виявлення Boeing E-3 Sentry
  - 1 × транспортний літак Transport Allianz C.160 Transall
  - загін Командос
- Військово-повітряні сили Греції
  - 4 × винищувач F-16
  - 1 × літак дальнього радіолокаційного виявлення Embraer R-99
- Військово-повітряні сили Італії[31]
  - 4 × бойовий реактивний літак Tornado ECR
  - 4 × багатоцільовий винищувач Eurofighter Typhoon
  - 4 × бойовий реактивний літак Panavia Tornado
  - 4 × штурмовик AMX International AMX
- Королівські військово-повітряні сили Нідерландів
  - 6 × винищувач F-16
  - 1 × літак-заправник McDonnell Douglas KC-10
- Королівські військово-повітряні сили Норвегії
  - 6 × винищувач F-16[32][33]
  - 2 × транспортний літак Lockheed Martin C-130J Super Hercules[34]
- Військово-повітряні сили Катару[35]
  - 6 × багатоцільовий винищувач Dassault Mirage 2000
  - 2 × транспортний літак Boeing C-17 Globemaster III
- Військово-повітряні сили Іспанії[36]
  - 4 × винищувач-бомбардувальник McDonnell Douglas F/A-18 Hornet
  - 1 × транспортний літак CASA/IPTN CN-235[37]
- Королівські військово-повітряні сили Швеції[38][39][40]
  - 5 × багатоцільовий винищувач Saab JAS 39 Gripen
  - 1 × транспортний літак Lockheed C-130 Hercules
  - 1 × транспортний літак S 102B Korpen
- Військово-повітряні сили ОАЕ
  - 6 × винищувач F-16
  - 6 × багатоцільовий винищувач Dassault Mirage 2000
- Королівські військово-повітряні сили Великої Британії
  - 16 × бойовий реактивний літак Panavia Tornado
  - 8 × багатоцільовий винищувач Eurofighter Typhoon
  - 2 × авіалайнер Vickers VC10
  - 2 × багатоцільовий вертоліт Westland Lynx
  - 4 × бойовий вертоліт AgustaWestland Apache
  - 3 × літак дальнього радіолокаційного виявлення Boeing E-3 Sentry
- Королівські військово-повітряні сили Йорданії
  - 6 × винищувач F-16
- Військово-повітряні сили США[41]
  - літак KC-10A
  - літак KC-135R
  - літак EC-130J
  - розвідувальний літак E-8
  - розвідувальний літак U-2
  - винищувач F-15
  - винищувач F-16
  - безпілотний літальний апарат MQ-1 Predator
  - палубний літак Grumman EA-6 Prowler
  - 313-а повітряна експедиційна група
- НАТО
  - літак дальнього радіолокаційного виявленняBoeing E-3 Sentry

## Витрати
Найбільші витрати з країн-учасниць операції зазнали США (близько 896 млн. $) та Велика Британія (136 млн. €).